# 大雨蛙
大雨蛙（學名：Litoria splendidais），首度發現於1977年，此物種體型也大，大雨蛙的體型跟白氏樹蛙差不多大，只分布在澳洲。雖然很大，但體型比巨雨濱蛙小一些。